# Ivan Chrenko
Ivan Chrenko (* 1967, Šaľa) je slovenský podnikatel, většinový vlastník developerské skupiny HB Reavis, které byl v letech 1994 až 2013 ředitelem.
Narodil se ve slovenské Šaľe. Počátkem 90. let 20. století podnikal v oboru audiotechniky a elektromontážních prací, s dalšími vyráběli a prodávali reproduktory značky Marsyas. V roce 1994 začal svou kariéru v developerské společnosti HB Reavis, která se tehdy jmenovala AB Reavis. Postupně se stal většinovým majitelem společnosti.
Žije ve vesnici Marianka nedaleko Bratislavy. S médii nekomunikuje, nerad bývá spojován s většinou slovenských miliardářů, kteří své bohatství získali začátkem 90. let díky tehdejším nedokonalým zákonům.